# Alexander Scordelis
Alexander Costicas Scordelis (* 27. September 1923 in San Francisco; † 27. August 2007 in Berkeley) war ein US-amerikanischer Bauingenieur.
Scordelis war der Sohn griechischer Einwanderer, die einen kleinen Lebensmittelladen im Marina District in San Francisco hatten. Scordelis machte mit 16 Jahren seinen Abschluss an der Galileo High School und studierte Bauingenieurwesen an der University of California, Berkeley. Da er zur ROTC Reserve gehörte, wurde er im Zweiten Weltkrieg eingezogen und war Pionieroffizier (zuletzt Captain) der Pionierabteilung der 84. Infanteriedivision, nahm an der Ardennenschlacht teil und erhielt hohe Auszeichnungen wie den Purple Heart. Nach dem Krieg setzte er sein Studium fort, erhielt 1948 den Bachelor-Abschluss in Berkeley und seinen Master-Abschluss am Massachusetts Institute of Technology. 1949 wurde er Instructor, 1951 Assistant Professor, 1957 Associate Professor und 1962 Professor in Berkeley. 1987 bis zur Emeritierung 1990 war er Byron L. and Elvira E. Nishkian Professor für Structural Engineering.
Er forschte in den 1950er Jahren über Spannbetonkonstruktionen zum Beispiel für Brücken und weitgespannte Schalendächer, teilweise in Zusammenarbeit mit Tung-Yen Lin, mit dem er auch später eng zusammenarbeitete, und entwickelte Ende der 1950er Jahre Finite Elemente Methoden zu deren Analyse, was er bis zu seiner Emeritierung fortsetzte. Er unternahm auch Großversuche über Hohlkastenbrücken.
Zu seinen Projekten gehört die erste Stahlbeton Offshore Plattform in Norwegen, das Dach der Oklahoma State Fair Arena, des Arizona State Fairgrounds Coliseum in Phoenix, der Dom des Garden State Art Center in New Jersey, der St. Mary`s Cathedral in San Francisco und das Dach des San Juan Coliseum in San Juan in Puerto Rico. Er war in der Untersuchungskommission nach dem Loma Prieta Erdbeben 1989, beriet bei der seismischen Überwachung der Golden Gate Bridge und war im Erdbeben-Beratungskomitee des California Department of Transportation.
1994 erhielt er den Freyssinet-Medaille und er erhielt die Berkeley Citation. Er war Mitglied der National Academy of Engineering und Ehrenmitglied des American Concrete Institute und der American Society of Civil Engineers, deren Moisseiff Award er dreimal gewann.